# ليليرس
ليليرس (بالفرنسية: Lillers)‏ هي بلدية تقع في إقليم باد كاليه من منطقة نور با دو كاليه في شمال فرنسا. تبلغ مساحة هذه المدينة 26.9 (كم²)، وترتفع عن سطح البحر 29 م، يبلغ عدد سكانها 10072 نسمة حسب إحصاء المعهد الوطني للإحصاء والدراسات الاقتصادية سنة 2009 م. وترأس Lucien Andries البلدية خلال فترة (2008-2014).

## توأمة
لليليرس اتفاقيات توأمة مع:
- مرسبورغ

## أعلام
- هنري لوكونت
- لويس ديبريز
- ديفيد نيلسون